# Фудбалски савез Бразила
Фудбалски савез Бразила односно Бразилска фудбалска конфедерација (порт. Confederação Brasileira de Futebol BCF) је главно тело фудбала у Бразилу. Основано је 20. августа, 1914. године као Бразилска спортска Конфедерација (Confederação Brasileira de Desportos). Први председник је био Álvaro Zamith.
Савез организује бразилска национална такмичења као што су Првенство Бразила (три нивоа/лиге) и Куп Бразила (Копа до Бразил). Фудбалске федерације свих бразилских држава су подређене Савезу, као и мушки и женски национални тим Бразила. Канцеларије Савеза се налазе у четрвти Бара да Тижука, града Рија де Женеира.
Фудбалски савез има преко 12.987 (2005) регистрованих клубова. Лигашка такмичења првобитно су се играла по савезним државама, а организовала су се још пре Првог светског рата. Првенство на нивоу целе државе (Бразилијеро) игра се од 1971.. Први првак био је ФК Атлетико Минеиро. Такмичење за Куп Бразила одржавало се у континуитету од 1959-1968 (најуспешнији клуб је био Сантос са пет освојених трофеја). Такмичење је поново покренуто 1989. године.
Прву међународну утакмицу Фудбалска репрезентација Бразила одиграла је у Буенос Ајресу 20. септембра 1914. против репрезентације Аргентине у којој је изгубила са 3:0. 
Боја дресова репрезентације је жута.